# 塔夫脫高地 (加利福尼亞州)
塔夫脫高地（英語：Taft Heights）是位於美國加利福尼亞州克恩縣的一個人口普查指定地區。

## 地理
塔夫脫高地的座標為35°08′05″N 119°28′21″W / 35.13472°N 119.47250°W，而該地最高點為海拔高度359米（即1178英尺）。

## 人口
根據2010年美國人口普查的數據，塔夫脫高地的面積為0.785平方千米，當中陸地面積為0.785平方千米，而水域面積為0.000平方千米。當地共有人口1949人，而人口密度為每平方千米2,482人。